# New Game!
New Game! (jap. ニューゲーム Nyū gēmu) – czteropanelowa manga autorstwa Shōtarō Tokunō, publikowana na łamach magazynu „Manga Time Kirara Carat” wydawnictwa Hōbunsha od stycznia 2013 do sierpnia 2021. Na jej podstawie studio Doga Kobo wyprodukowało serial anime, który emitowano między lipcem a wrześniem 2016. Drugi sezon, zatytułowany New Game!!, był emitowany od lipca do września 2017.

## Fabuła
Zainspirowana projektami bohaterów z pewnej gry wideo, Aoba Suzukaze, świeżo upieczona absolwentka liceum, rozpoczyna pracę jako projektantka postaci dla producenta gier komputerowych, Eagle Jump. Pracując nad modelowaniem i projektowaniem postaci do powstających gier, Aoba poznaje swoje koleżanki z działu, a także inne osoby z firmy.

## Bohaterowie
- Aoba Suzukaze (jap. 涼風 青葉 Suzukaze Aoba)

Seiyū: Yūki Takada 
- Ko Yagami (jap. 八神 コウ Yagami Kō)

Seiyū: Yōko Hikasa 
- Rin Toyama (jap. 遠山 りん Tōyama Rin)

Seiyū: Ai Kayano 
- Hifumi Takimoto (jap. 滝本 ひふみ Takimoto Hifumi)

Seiyū: Megumi Yamaguchi 
- Hajime Shinoda (jap. 篠田 はじめ Shinoda Hajime)

Seiyū: Megumi Toda 
- Yun Iijima (jap. 飯島 ゆん Iijima Yun)

Seiyū: Ayumi Takeo 
- Nene Sakura (jap. 桜 ねね Sakura Nene)

Seiyū: Madoka Asahina 
- Umiko Ahagon (jap. 阿波根 うみこ Ahagon Umiko)

Seiyū: Chitose Morinaga 
- Shizuku Hazuki (jap. 葉月 しずく Hazuki Shizuku)

Seiyū: Eri Kitamura 
- Christina Wako Yamato (jap. 大和・クリスティーナ・和子 Yamato Kurisutīna Wako)

Seiyū: Kaori Nazuka 
- Momiji Mochizuki (jap. 望月 紅葉 Mochizuki Momiji)

Seiyū: Arisa Suzuki 
- Tsubame Narumi (jap. 鳴海 ツバメ Narumi Tsubame)

Seiyū: Hitomi Ohwada 
- Hotaru Hoshikawa (jap. 星川 ほたる Hoshikawa Hotaru)

Seiyū: Manaka Iwami 

## Manga
Manga ukazywała się w magazynie „Manga Time Kirara Carat” od 28 stycznia 2013 do 27 sierpnia 2021. Wydawnictwo Hōbunsha zebrało ją w 13 tankōbonach, wydawanych od 27 lutego 2014 do 27 września 2021. Piąty tom, z podtytułem The Spinoff!, rozgrywa się przed główną serią i zawiera treści nieuwzględnione w czasopiśmie. Między 27 sierpnia 2016 a 26 sierpnia 2017 ukazały się również 3 antologie.
| Nr | Data wydania (język japoński) | ISBN (język japoński)  |
| -- | ----------------------------- | ---------------------- |
| 1  | 27 lutego 2014                | ISBN 978-4-8322-4414-6 |
| 2  | 27 marca 2015                 | ISBN 978-4-8322-4546-4 |
| 3  | 27 stycznia 2016              | ISBN 978-4-8322-4656-0 |
| 4  | 27 lipca 2016                 | ISBN 978-4-8322-4720-8 |
| 5  | 27 lipca 2016                 | ISBN 978-4-8322-4721-5 |
| 6  | 27 czerwca 2017               | ISBN 978-4-8322-4847-2 |
| 7  | 27 marca 2018                 | ISBN 978-4-8322-4929-5 |
| 8  | 25 października 2018          | ISBN 978-4-8322-4986-8 |
| 9  | 27 czerwca 2019               | ISBN 978-4-8322-7101-2 |
| 10 | 27 stycznia 2020              | ISBN 978-4-8322-7153-1 |
| 11 | 27 sierpnia 2020              | ISBN 978-4-8322-7209-5 |
| 12 | 26 marca 2021                 | ISBN 978-4-8322-7262-0 |
| 13 | 27 września 2021              | ISBN 978-4-8322-7306-1 |

| Nr | Data wydania (język japoński) | ISBN (język japoński)  |
| -- | ----------------------------- | ---------------------- |
| 1  | 27 sierpnia 2016              | ISBN 978-4-8322-4740-6 |
| 2  | 27 lipca 2017                 | ISBN 978-4-8322-4859-5 |
| 3  | 26 sierpnia 2017              | ISBN 978-4-8322-4867-0 |

## Anime
12-odcinkowy telewizyjny serial anime w oparciu o mangę był emitowany między 4 lipca a 19 września 2016 na antenie AT-X i w innych stacjach. Seria została wyprodukowana przez studio Doga Kobo i wyreżyserowana przez Yoshiyukiego Fujiwarę. Scenariusz napisał Fumihiko Shimo, postacie zaprojektowała Ai Kikuchi, a muzykę skomponował Hajime Hyakkoku. Odcinek OVA został udostępniony osobom, które kupiły wszystkie sześć tomów Blu-ray/DVD z serii, wydanych między 28 września 2016 a 24 lutego 2017. Licencję na dystrybucję serii nabył Crunchyroll.
Drugi sezon, zatytułowany New Game!!!, został zapowiedziany 12 lutego 2017. Był emitowany w stacjach AT-X, Tokyo MX, MBS i TV Aichi między 11 lipca a 26 września 2017.

### Ścieżka dźwiękowa
| Nr             | Tytuł                  | Wykonawcy  | Źródło   |
| Czołówka       | Czołówka               | Czołówka   | Czołówka |
| -------------- | ---------------------- | ---------- | -------- |
| 1              | „Sakura Skip”          | Fourfolium | [ 3 ]    |
| 2              | „Step by Step Up ↑↑↑↑” | Fourfolium | [ 14 ]   |
| Napisy końcowe |                        |            |          |
| 1              | „Now Loading!!!”       | Fourfolium | [ 3 ]    |
| 2              | „Jumpin’ Jump Up!!!!”  | Fourfolium | [ 14 ]   |
| 3              | „Yumeiro Compass”      | Fourfolium | [ 15 ]   |

### Lista odcinków

#### Sezon 1 (2016)
| №   | #   | Tytuł | Premiera         |
| --- | --- | --- | ---------------- |
| 1   | 1   | It Actually Feels Like I Started My Job Nandaka honto ni nyūshashita kibun desu! (なんだかホントに入社した気分です！)                                                           | 4 lipca 2016     |
| 2   | 2   | So This Is an Adult Drinking Party... Kore ga otona no nomikai... (これが大人の飲み会......)                                                                                    | 11 lipca 2016    |
| 3   | 3   | What Happens If I’m Late to Work? Chikoku shitara dō narun darō (遅刻したらどうなるんだろう)                                                                                    | 18 lipca 2016    |
| 4   | 4   | The First... Paycheck... Hajimete no... okyūryō... (初めての...お給料...) | 25 lipca 2016    |
| 5   | 5   | That’s How Many Nights We Have to Stay Over? Sonna ni tomarikomun desu ka? (そんなに泊まり込むんですか？)                                                                       | 1 sierpnia 2016  |
| 6   | 6   | Like... The Release is Canceled? Hatsubai...chūshi to ka? (発売...中止とか?) | 8 sierpnia 2016  |
| 7   | 7   | Please Train the New Hires Properly Shinjin no kyōiku wa shikkarishite kudasai (新人の教育はしっかりしてください)                                                               | 15 sierpnia 2016 |
| 8   | 8   | It’s Summer Break!! Natsuyasumi daaa!! (夏休みだああ!!) | 22 sierpnia 2016 |
| 9   | 9   | Do We Have To Come Into Work? Shukkinshicha ikenain desu ka? (出勤しちゃいけないんですか？)                                                                                     | 29 sierpnia 2016 |
| 10  | 10  | Full-time Employment Is a Loophole in the Law to Make Wages Lower... Seishain tte okyūryō o yasukusuru tame no hō no nukeana... (正社員ってお給料を安くするための法の抜け穴...) | 5 września 2016  |
| 11  | 11  | There Were Leaked Pictures of the Game on the Internet Yesterday! Rīku gazō ga kinō, netto ni detemashita yo! (リーク画像が昨日, ネットに出てましたよ!)                         | 12 września 2016 |
| 12  | 12  | One of My Dreams Came True! Hitotsu yume ga kanaimashita! (一つ夢が叶いました!)                                                                                                 | 19 września 2016 |
| OVA | OVA | My First Time on a Company Vacation... Watashi, shain ryokō tte hajimete nanode... (私、社員旅行って初めてなので...)                                                            | 31 marca 2017    |

#### Sezon 2 (2017)
| №  | #  | Tytuł | Premiera         |
| -- | -- | --- | ---------------- |
| 13 | 1  | Of All The Embarrassing Things To Be Caught Doing... Hazukashī tokoro o mirarete shimaimashita... (恥ずかしいところを見られてしまいました……) | 11 lipca 2017    |
| 14 | 2  | This Is Just Turning Into Cos-purr-lay! Kore jā tada no kosupure da nyā! (これじゃあただのコスプレだにゃー！)                                | 18 lipca 2017    |
| 15 | 3  | Ooh, I’m So Embarrassed! ...Ū, hazukashī! (……うー、恥ずかしい！)                                                                             | 25 lipca 2017    |
| 16 | 4  | How Dense... Can You Be? Kono... nibuchin-me! (この…にぶちんめ！)                                                                            | 1 sierpnia 2017  |
| 17 | 5  | Hey! Don’t Touch Me There! Ya, hen na toko sawaranaide yo! (や、変なとこ触らないでよ！)                                                      | 8 sierpnia 2017  |
| 18 | 6  | Wow... It’s So Amazing... Aa... sugoi naa... (あぁ……すごいなあ……)                                                                            | 15 sierpnia 2017 |
| 19 | 7  | I’m Sensing a Very Intense Gaze Sugoku atsui shisen o kanjiru (凄く熱い視線を感じる)                                                         | 22 sierpnia 2017 |
| 20 | 8  | I’m Telling You, I Want a Maid Café Meido kissa ga ii to ittanda yo (メイド喫茶がいいと言ったんだよ)                                         | 29 sierpnia 2017 |
| 21 | 9  | At Least Put a Shirt On! Shatsu kurai kina yo! (シャツくらい着なよ！)                                                                        | 5 września 2017  |
| 22 | 10 | It’s Gonna Really Break the Immersion Dondon riariti ga usuku natte ikunda yo (どんどんリアリティが薄くなっていくんだよ)                     | 12 września 2017 |
| 23 | 11 | I Shudder to Imagine What’s Hidden in Your Heart Kokoro ni nanika kakaeteru no ka (心になにか抱えてるのか)                                   | 19 września 2017 |
| 24 | 12 | Make Sure You Buy It! Zehi katte kudasai ne! (ぜひ買ってくださいね！)                                                                        | 26 września 2017 |

## Gra komputerowa
Powieść wizualna opracowana przez studio 5pb., zatytułowana New Game! The Challenge Stage, ukazała się w Japonii 26 stycznia 2017 na platformach PlayStation 4 i PlayStation Vita.